# Nicole De Obaldía
Whitney Nicole de Obaldía Ayala (nacida el 16 de marzo de 2000) es una futbolista panameña que juega como mediocampista en el club costarricense AD Municipal Pérez Zeledón de la Primera División Femenina de Costa Rica.  

## Trayectoria

### Inicios
Inició en el fútbol a los seis años en escuelas para niños y destaca que siempre tuvo el apoyo de su papá José, quien le llevaba a las prácticas y a todos los partidos de la academia San Cristóbal FC.

### Chorrillo FC
Debutó en la Liga de Fútbol Femenino en el 2017 con el Chorrillo FC disputando el torneo de dicho año en donde quedó subcampeona.

### Tauro FC
En el 2018 fue anunciada como nueva jugadora del Tauro FC. Disputó la Liga de Fútbol Femenino 2018 en donde llegaron hasta las semifinales, el Torneo Clausura 2019 LFF nuevamente llegando hasta las semifinales, quedó subcampeona de los Torneo Apertura 2019 LFF y el Torneo Edición 2020 LFF. Salió campeona con el club del Torneo Apertura 2021, de la Superfinal de Liga de Fútbol Femenino de Panamá 2020-21

### Sporting FC
El 8 de julio de 2021 fue anunciada como nueva jugadora del Sporting Football Club. Jugó el Torneo Clausura 2021.

### CD Plaza Amador
El 27 de octubre de 2021, fue anunciado su préstamo al CD Plaza Amador. Quedó subcampeona del Torneo Clausura 2021 LFF.

### Sporting FC
En el 2022 regreso al Sporting Football Club después de su préstamo al CD Plaza Amador. Disputó el Torneo Apertura 2022 en donde llegaron hasta las semifinales, quedó campeona del Torneo de Copa de Costa Rica 2022.

### CS Herediano
El 19 de agosto de 2022 fue anunciada como nueva jugadora del CS Herediano. Disputó el Torneo Clausura 2022 llegando hasta semifinales y el Torneo Apertura 2023.

### ADM Pérez Zeledón
El 10 de agosto de 2023 fue anunciada como nueva jugadora del AD Municipal Pérez Zeledón. Disputó el Torneo Clausura 2023.

## Selección nacional
Nicole debutó con la selección absoluta de Panamá el 21 de septiembre de 2021 en la derrota 3 a 0 contra Costa Rica en el Estadio Nacional de Costa Rica. Disputó 1 partido en el Campeonato Femenino de la Concacaf de 2022. Formó parte del plantel que disputó la Copa Mundial Femenina de Fútbol de 2023.

## Clubes
| Club                    | País       | Año         |
| ----------------------- | ---------- | ----------- |
| Chorrillo FC            | Panamá     | 2017        |
| Tauro FC                | Panamá     | 2018 - 2021 |
| Sporting FC             | Costa Rica | 2021        |
| CD Plaza Amador         | Panamá     | 2021        |
| Sporting FC             | Costa Rica | 2022        |
| CS Herediano            | Costa Rica | 2022 - 2023 |
| Municipal Pérez Zeledón | Costa Rica | 2023 - act. |

## Palmarés

### Títulos nacionales
| Título           | Club        | País       | Año     |
| ---------------- | ----------- | ---------- | ------- |
| Primera División | Tauro FC    | Panamá     | 2021-A  |
| Superfinal LFF   | Tauro FC    | Panamá     | 2020-21 |
| Torneo de Copa   | Sporting FC | Costa Rica | 2022    |